# 血の収穫

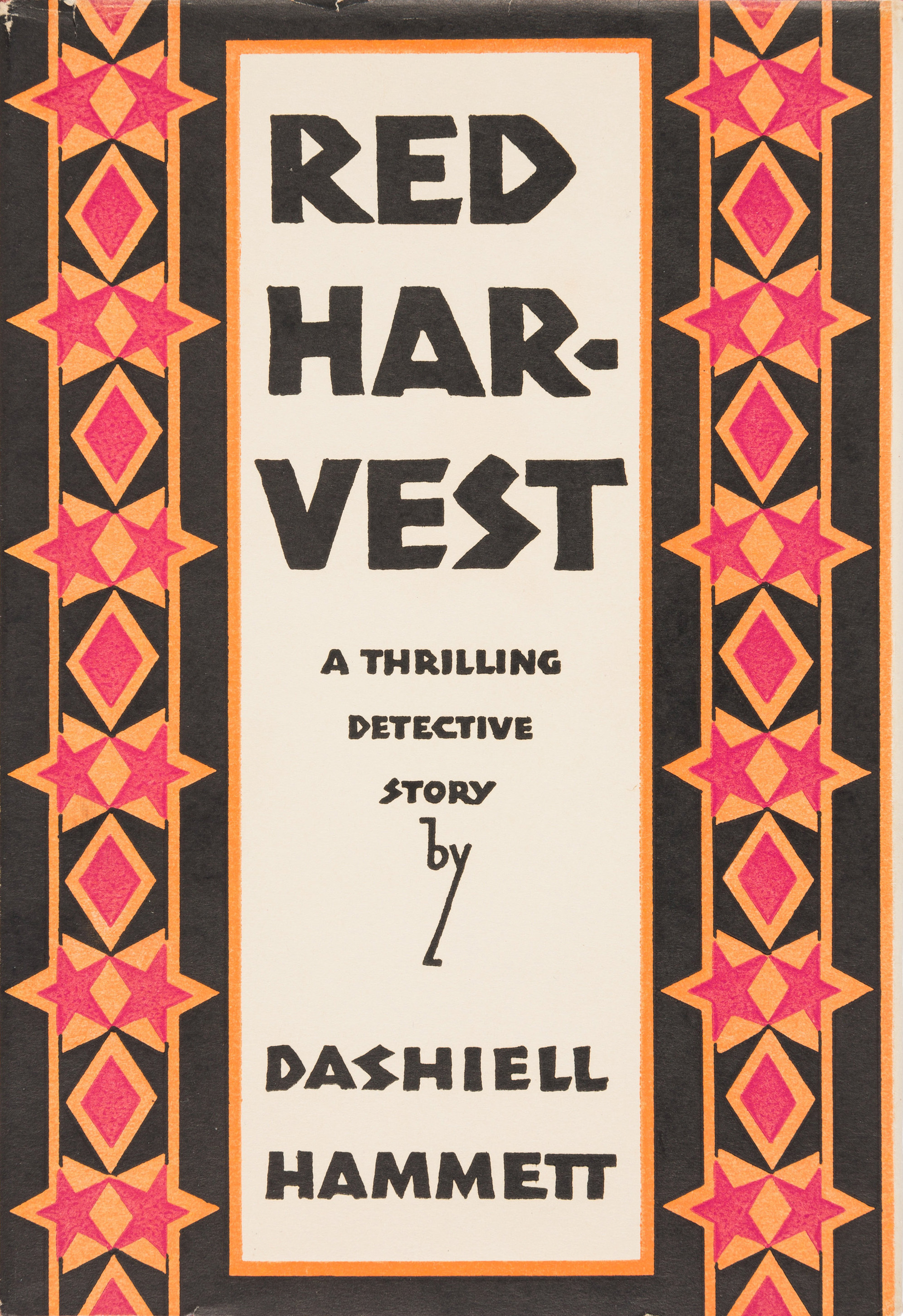

『血の収穫』（『赤い収穫』）（ちのしゅうかく、Red Harvest）は、ダシール・ハメット作の1929年の探偵小説、ハードボイルド小説、アクション小説。サム・スペードと並ぶ有名な探偵コンチネンタル・オプものの最初の長編であり、ハメットにとっても処女長編である。血のふきすさぶ壮絶なバイオレンス小説として、また黒澤明監督の時代劇映画『用心棒』の下案になるなど、その優れた作品構想から多くの模倣作や改変作が産まれたことでも知られる。

## 概要
コンティネンタル探偵社サンフランシスコ支局員のコンチネンタル・オプ（本名は作中語られず不明である）が、とある鉱山町「パースンヴィル」俗称“ポイズンヴィル”にはこびる暴力に対し、毒をもって毒を制すのやり方で、それらを粉砕していく。
オプの一人称で語られる。ハメットの得意とする叙情を排した乾いたスピーディな文体で物語は進められる。荒っぽいがリアルで味のある会話や人物描写は、探偵小説にリアリズムを持ち込んだものとも評され、ハードボイルド探偵小説の嚆矢として、多くの作家たちに影響を与えた。

## あらすじ
「俺（訳によっては私、名前は不明）」こと探偵会社コンチネンタルのオプ（探偵員）は、鉱山会社社長の息子ドン・ウィルソンの依頼を受け、鉱山町パースンヴィルにやってきた。
パースンヴィルは、ドンの父で鉱山会社の社長エリヒュー老が労働争議を抑えるために雇ったマフィアが町に居つき、これに対抗する警察までマフィアのようになってしまい、ポイゾンヴィル（毒の村）の異名をとるほど荒れ果てていた。しかしその状況を改善しようとしていたドンは、オプが着いたその日に街中で射殺され、寝たきりのエリヒュー老は、これを機にこの町のマフィアの一掃をオプに頼む。引き受けたオプはドンを殺したのが銀行の出納係アルベリーであることを突き止め、自首させる。アルベリーはドンが人気娼婦ダイナ・ブランドから不正の情報を買おうとしたのを、金でものにしようとしたと思い込み、嫉妬にかられて殺したのだった。エリヒュー老は事件がマフィアの仕業でなかったことからオプへの依頼を終了させようとするが、オプはそれを拒否して徹底的にやることを宣言する。
マフィアのボスの一人、ホイスパーはボクシングの八百長情報をオプに教え、その儲けを土産にオプを町から追い出そうとする。だがオプはボクサーを脅して八百長を覆させ、ホイスパーは大損、オプが情報を教えていたダイナが大儲けをし、オプはダイナを味方につける。町の男たちをたぶらかしてきたダイナはオプにいろいろな情報をもたらすが、ホイスパーに買収され、オプとホイスパー一味は銃撃戦になる。オプはダイナを言い値で裏切らせ、彼女の情報を元に警察署長ヌーナンに近づく。ヌーナンは2年前に弟が自殺していたが、その犯人がホイスパーであるとオプから知らされて協力体制に入る。ホイスパーは逮捕されるが、すぐ脱獄し、警察（ヌーナン一派）とホイスパー一家の銃撃戦が町のあちこちで始まる。ピート、ルウ・ヤードといった他のマフィア達もこれに乗じて活動を始め、ついにルウは射殺されて腹心のレノ・スターキーが後を引き継ぐ。
やがて皆がエリヒュー老の元に集まり講和しようとする。しかしその場でオプはすべての事情を暴露する。ヌーナンの弟を殺したのはホイスパーでなく、当時の警官であること。さらにヌーナンがレノと手を組み、でっちあげの銀行強盗をホイスパー一家の仕業に見せかけたこと。その調査の過程でヌーナンはピートの密造酒工場も破壊したこと。講和は決裂し、ヌーナン＆レノ一派、ホイスパー一家、ピート一家の全面抗争が勃発する。ホイスパーによってヌーナンが射殺されたその夜、オプは自分が殺し合いを楽しみつつあることをダイナに告白するが、そのダイナも殺され、オプに容疑がかかる。
ホイスパーが、彼をダイナ殺しの犯人と思い込んだダイナの情婦と相討ちになったことを知ったオプは、そのことをレノに伝えて彼を味方につける。レノはオプから得た情報を利用してピート一味を皆殺しにする。オプは同僚の探偵に疑われながらも捜査を続け、エリヒュー老がダイナに熱を上げていたことを突き止め、今すぐ軍隊を呼んで真っ当な警察機構を入れるよう彼を脅迫する。そしてレノは死を偽装していたホイスパーと相討ちとなる。オプの蒔いた種が実り、策謀、直情、勘違いの殺し合いで次々と死体の山が築かれ、血の収穫によって町の悪はついに一掃される。

## 本作が影響を与えた作品
本作の「悪党たちの対立によって荒廃した町に主人公が現れ、複数の陣営に接触して扇動や撹乱を行い、彼らの抗争を激化させて殲滅する」というプロットは、上述した黒澤明の『用心棒』をはじめとした後世のフィクション作品に広く影響を与えた。

### 映画
- 用心棒（黒澤明監督、三船敏郎主演）
- ニッポン無責任時代
- 荒野の用心棒（セルジオ・レオーネ監督、クリント・イーストウッド主演）
- ミラーズ・クロッシング
- ラストマン・スタンディング（ウォルター・ヒル監督、ブルース・ウィリス主演）

『荒野の用心棒』は時代劇である『用心棒』を西部劇に置き換えた話である。『荒野の用心棒』が公開された際、制作陣が黒澤明側に許可を得ていなかったため、『用心棒』制作会社はレオーネ側を著作権侵害で告訴し、勝訴した（詳細は 用心棒 を参照）。また、『用心棒』の公式なリメイク作品『ラストマン・スタンディング』ではギャング映画になっている。
『ニッポン無責任時代』は、「主人公が社内の派閥の両方を行ったり来たりするのも、ハメットの『血の収穫』をイメージしていた」と脚本家の田波靖男は語っている。

### 小説
- おれの血は他人の血（筒井康隆）
- 血の罠（血シリーズ）（大藪春彦）
- 不夜城（馳星周）
- 山猫の夏（船戸与一）

筒井は「『血の収穫』のプロットは、あらゆる小説、映画、劇画に流用されている。その数、おそらく百をくだるまい」と記し 、上掲した自作「おれの血は他人の血」においては、暴力団同士の縄張り争いで町が無法地帯と化した状況が語られる場面で主人公に「まるでダシェル・ハメットだな」と呟かせている。
大藪もこの長編を愛読し、オマージュを込めた上掲の『血の罠』のほか、『血の挑戦』など、多くの“血シリーズ”を著している。

### 漫画
- バイオレンスジャック（永井豪）
- BLACK LAGOON（広江礼威）

### アニメ
- TEXHNOLYZE

## 日本語訳書
- 赤い収穫（砧一郎訳、早川書房、1953年）
- 血の収穫（田中西二郎訳、東京創元社（世界推理小説全集）、1956年／創元推理文庫、1959年）
- 血の収穫（能島武文訳、新潮文庫、1960年）
- 血の収穫（河野一郎訳）、中央公論社（世界推理名作全集）、1962年／中公文庫、1977年
  - 血の収穫（河野一郎・田中西二郎訳、嶋中文庫、2005年）、後者は短編3編を訳
- 赤い収穫（稲葉由紀訳　講談社（世界推理小説大系）、1972年）
- 血の収穫（田中小実昌訳、講談社文庫、1978年）
- 赤い収穫（小鷹信光訳、ハヤカワ・ミステリ文庫、1989年）
- 血の収穫（田口俊樹訳、創元推理文庫、2019年）

## 紹介書
- 早川書房『ミステリの名書き出し100選』（早川書房編集部編、2005年）